# Benjamin Hallowell Carew
Pour les articles homonymes, voir Hallowell et Carew.
Benjamin Hallowell Carew (né Benjamin Hallowell), né en janvier 1761 et mort le 2 septembre 1834 est un officier de marine de la Royal Navy britannique. Il fait partie du groupe d'officiers supérieurs auxquels Nelson fait référence comme étant sa « Bande de Frères » (en anglais : Band of Brothers), et sert avec lui lors de la bataille du Nil,. Il termine sa carrière avec le grade d'Amiral de l'Escadre bleue.

## Dans la littérature
- Benjamin Hallowell est un des personnages du roman de Dudley Pope intitulé Ramage and the Drum Beat (1968).

## Sources et bibliographie
- (en) Bryan Elson, Nelson's Yankee Captain: The Life of Boston Loyalist Sir Benjamin Hallowell, 2008, 416 p. (ISBN 978-0-88780-751-0 et 0-88780-751-8)
- (en) J.K. Laughton, Carew, Sir Benjamin Hallowell (1760–1834), Oxford Dictionary of National Biography, Oxford University Press, 2004 (DOI 10.1093/4624, lire en ligne)